# Federação Internacional de Xadrez
A Federação Internacional de Xadrez, mais conhecida pelo acrônimo em francês, FIDE (Fédération internationale des échecs), foi fundada em 20 de Julho de 1924, em Paris. É uma organização internacional, com sede na Suíça, que conecta as várias federações nacionais de xadrez e atua como órgão dirigente das competições internacionais do esporte, sendo o principal o Campeonato Mundial de Xadrez.
A FIDE é reconhecida pelo Comitê Olímpico Internacional (COI) como a responsável pela organização do Xadrez e dos campeonatos internacionais em níveis continentais. Em 1999, a FIDE foi reconhecida pelo COI como uma Federação esportiva internacional. Atualmente a FIDE conta com 190 federações nacionais filiadas.
A FIDE não se volta somente ao xadrez profissional, também promove o xadrez escolar, fazendo deste esporte intelectual um instrumento educacional.

## História
A partir do torneio de São Petersburgo, em 1914, cresceram as iniciativas para a criação de uma entidade reguladora para o esporte, que culminou com a criação da FIDE em 1924. O primeiro evento organizado pela entidade foi as Olimpíadas de Xadrez, vencida pela equipe húngara, e o Campeonato Mundial Feminino de Xadrez, vencido por Vera Menchik, realizados em Londres, em 1927.
Os congressos da FIDE de 1925 e 1926 já manifestavam o interesse de organizar também o primeiro campeonato mundial masculino, porém o fundo de premiação de dez mil dólares exigido pelo então campeão José Raúl Capablanca foi considerado impraticável pela entidade. A FIDE então decidiu criar um título em paralelo, chamado de "Campeão da FIDE", em 1928. Nessa disputa Efim Bogoljubow venceu Max Euwe (5º jogador a ganhar o título de Campeão do Mundo), entretanto este título foi praticamente esquecido após a derrota de Bogoljubow no mundial de 1929 contra Alexander Alekhine. Alekhine havia derrotado Capablanca no campeonato mundial de 1927. Alekhine concordava em disputar o título sob organização da FIDE, exigindo as mesmas condições do match realizado em 1927.
Após a Segunda Guerra Mundial, a FIDE reiniciou suas atividades com a organização do mundial de 1946. Entretanto Alexander Alekhine faleceu antes da competição deixando o título de campeão vago. A FIDE passa então a organizar também a competição masculina num sistema de torneios zonais, interzonais e de candidatos.
No congresso de 1947 foram decididos os participantes de um torneio que apontaria o novo campeão mundial, pela primeira vez contando com o apoio da recém filiada federação soviética. Os seguintes jogadores foram escolhidos: Paul Keres, Reuben Fine, Mikhail Botvinnik, Samuel Reshevsky, Vasily Smyslov e Max Euwe para a disputa de um torneio a ser realizado no ano seguinte.
Mikhail Botvinnik venceu o torneio, dando início a uma era de domínio soviético de campeões mundiais que depois teve Vasily Smyslov, Mikhail Tal, Tigran Petrosian, Boris Spassky, Anatoly Karpov e Garry Kasparov. Este domínio foi apenas interrompido entre 1972 e 1975 quando o prodígio estadunidense Bobby Fischer se tornou campeão mundial ao derrotar Boris Spassky no campeonato mundial de 1972. Logo após Fischer se tornar campeão, abandonou o xadrez profissional, recusando-se a enfrentar o desafiante Anatoly Karpov no ano de 1975.
No mundial feminino, o domínio soviético também foi duradouro. Após a morte de Vera Menchik em 1944, a FIDE organizou um mundial em 1950, vencido por Lyudmila Rudenko. Seguidas por suas compatriotas russas Elizaveta Bykova, Olga Rubtsova, Nona Gaprindashvili e Maia Chiburdanidze que foram as campeãs seguintes num domínio que durou até 1990.

## Presidentes[1]
- 1924–1939  Alexander Rueb
- 1939-1946  Augusto de Muro
- 1946-1949  Alexander Rueb
- 1949–1970  Folke Rogard
- 1970–1978  Max Euwe
- 1978–1982  Friðrik Ólafsson
- 1982–1995  Florencio Campomanes
- 1995–2018  Kirsan Ilyumzhinov
- 2018–presente  Arkady Dvorkovich